# Paracharopa goulstonei
Paracharopa goulstonei är en snäckart som beskrevs av Frank Climo 1983. Paracharopa goulstonei ingår i släktet Paracharopa och familjen Charopidae. Inga underarter finns listade i Catalogue of Life.